# Urim e Tumim

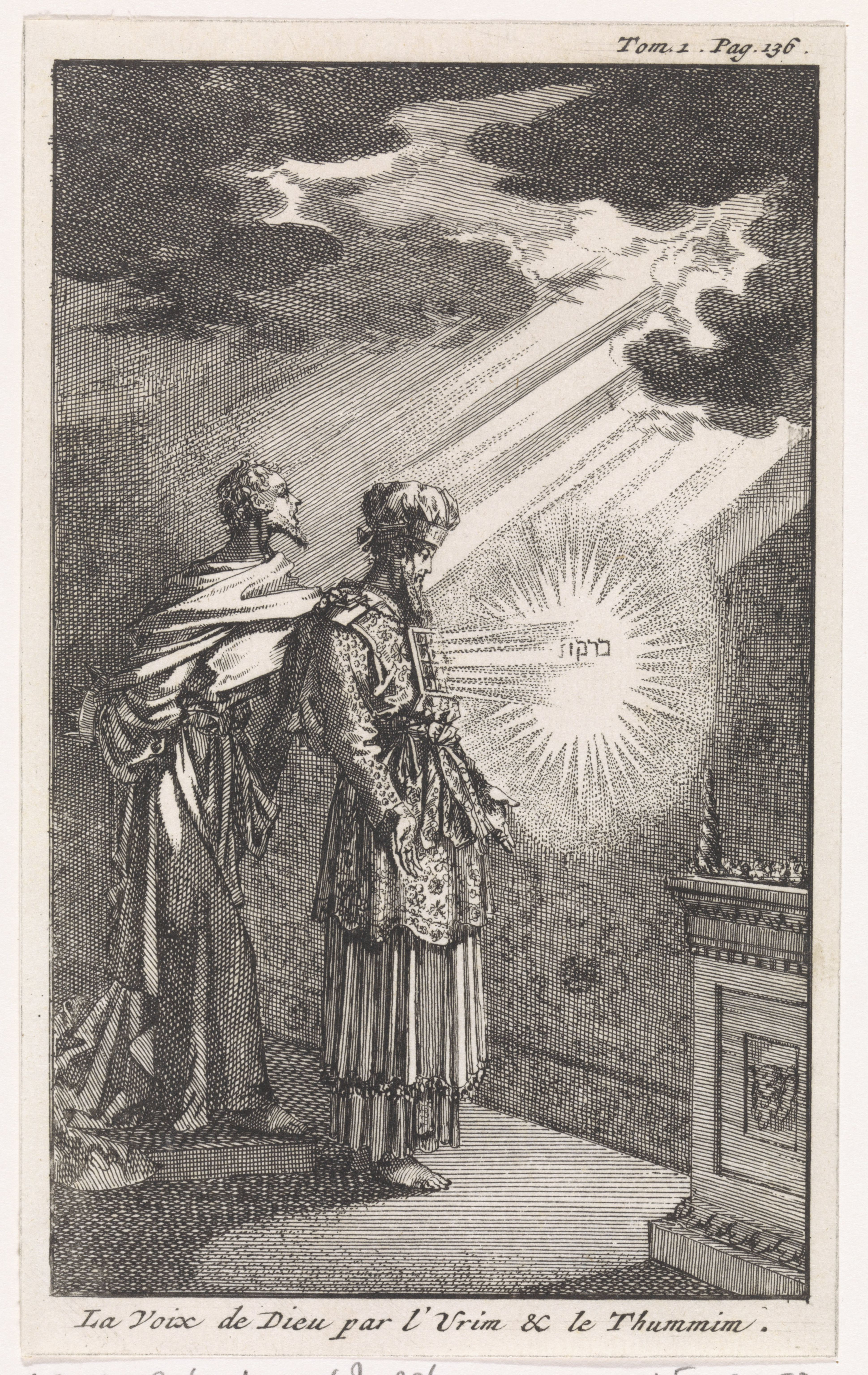
"Deus fala através do Urim e Tumim", gravura de Jan Luyken. O peitoral projeta a palavra: ברקת (barakat, "esmeralda").

Na bíblia hebraica, o Urim e Tumim (do hebraico: אורים ותמים, luzes e perfeições) estão associados com o hoshen (peitoral do sumo sacerdote), adivinhação em geral e cleromancia em particular. Alguns estudiosos suspeitam que a frase refere-se a objetos específicos envolvidos na adivinhação.

## Nome e significado
Tumim (תוּמִים) é amplamente considerado como sendo derivado da raiz consonantal ת.ם.ם (t-m-m), significando inocente, enquanto Urim (אוּרִים) tradicionalmente é tomada como derivada de uma raiz que significa luzes. Essas abreviações são refletidas no Neqqudot do Texto massorético. Em consequência, Urim e Tumim têm sido tradicionalmente traduzidas como luzes e perfeições (por Teodócio, por exemplo), ou, por meio da tomada da frase alegoricamente, como significando revelação e verdade, ou doutrina e verdade (esta aparece nesta forma na Vulgata, no escrito de São Jerônimo, e na Héxapla).
Apesar do valor nominal das palavras estarem no plural, o contexto sugere que elas são pluralis intensivus - palavras no singular que são pluralizadas para aumentar sua majestade aparente. As formas singulares - ur e tumm - estiveram conectadas, por alguns dos primeiros estudiosos, com os termos babilônicos urtu e tamitu, significando oráculo e comando, respectivamente. Muitos estudiosos hoje acreditam que אוּרִים (Urim) simplesmente deriva do termo hebraico אּרּרִים (Arrim), que significa maldições, e desta forma que Urim e Tumim significam essencialmente amaldiçoado ou sem falhas, em referência ao julgamento da divindade para uma pessoa acusada - em outras palavras, Urim e Tumim eram usadas para responder a questão inocente ou culpado.

## Interpretações
De acordo com a visão judaica, o Urim e Tumim remontam ao Sumo Sacerdote de Israel. A placa peitoral que utilizava era dobrada ao meio, formando um bolso onde ficava um pergaminho contendo o nome de Deus. Este nome fazia com que certas letras gravadas sobre as pedras preciosas acendessem de acordo com as questões perguntadas. Aquele que desejava uma resposta (e apenas questões de relevância dentro da comunidade israelita poderiam ser perguntadas) ia ao sumo sacerdote. Este se virava para a Arca da Aliança, e o inquiridor de pé atrás do sumo sacerdote fazia a pergunta em voz baixa. O sumo sacerdote, olhando para as letras que se acendiam, era inspirado para decifrar a resposta de Deus. A Tradição é unânime ao afirmar que foram utilizados até a destruição do Primeiro Templo, quando pararam de funcionar. O Urim e Tumim era um dos cinco utensílios que faltavam no Segundo Templo de Jerusalém. Flávio Josefo, no entanto, diz que o oráculo estava silencioso "200 anos antes do seu tempo", ou seja, a partir dos dias de João Hircano, o que significa que Urim e Tumim teriam sido utilizados até os tempos dos Macabeus. Os mestres talmudistas, no entanto, nunca haviam visto Urim e Tumim, que consideravam como o nome de Deus escrito no peitoral do Sumo Sacerdote.
Em crença geral, acredita-se que o Urim e Tumim sejam duas pedras colocadas no peitoral do Sumo Sacerdote de Israel, contendo em uma face resposta positiva e em outro resposta negativa. Fazendo-se a pergunta, jogavam-se as pedras, e de acordo com os lados que caíssem era confirmado uma resposta negativa, positiva ou sem resultados.
A Igreja de Jesus Cristo dos Santos dos Últimos Dias crê que Urim e Tumim sejam duas pedras presas em um arco de prata, as quais, às vezes, são usadas junto com um peitoral, sendo utilizadas para obter revelação e traduzir línguas. O Profeta Joseph Smith Jr teria utilizado o Urim e Tumim para decifrar e traduzir o texto do Livro de Mórmon.